# Ernest Bong
Ernest Bong (29 de febrero de 1984) es un futbolista vanuatuense que juega como arquero en el Erakor Golden Star.

## Carrera
Juega en el Amicale FC en 2010, ganó con dicho club la Primera División de Vanuatu en tres ocasiones, 2010, 2011 y 2012. En 2013 firmó con el Erakor Golden Star.

### Clubes
| Club               | País    | Año             |
| ------------------ | ------- | --------------- |
| Amicale FC         | Vanuatu | 2010 - 2012     |
| Erakor Golden Star | Vanuatu | 2013 - Presente |

### Selección nacional
Jugó 5 partidos con la camiseta de Vanuatu, teniendo como máximo éxito su participación en la Copa de las Naciones de la OFC 2012.